# Monika Bagárová
Monika Bagárová (ur. 5 lipca 1994 w Brnie) – czeska piosenkarka pochodzenia romskiego. W 2009 roku uczestniczyła w pierwszym sezonie programu telewizyjnego Česko Slovenská SuperStar (czesko-słowacka edycja Pop Idol), w którym zajęła piąte miejsce, jako najbardziej utytułowana czeska uczestniczka konkursu.

## Kariera
W 2010 roku rozpoczęła współpracę z Robertem Opatovskim, z którym zaśpiewała popularną piosenkę „Prší”.
Rok 2011 okazał się dla Bagárovej punktem zwrotnym; wydała swój debiutancki album Shining, na którym znalazł się duet „I want” z Bennym Cristo. Za album Bagárová zdobyła nagrodę dla najlepszego nowicjusza podczas ceremonii Český slavík w 2011 roku. W 2012 roku zagrała w romantycznym filmie Definice lásky. W 2013 roku Bagárová wydała singiel „Let Me Love U”, który był zapowiedzią albumu, nad którym pracowała. W następnym roku nagrała piosenkę Skús zabudnúť z Igorem Kmetem na Słowacji.
W 2017 roku wydała drugi album zatytułowany Flashback.
W 2018 roku wzięła udział w dziewiątym sezonie czeskiej edycji konkursu StarDance, w którym zajęła dziesiąte miejsce. W 2020 roku została jurorką szóstego sezonu programu Česko Slovenská SuperStar.

## Życie prywatne
W grudniu 2018 roku Bagárová zaczęła spotykać się z uzbeckim zawodnikiem mieszanych sztuk walki (MMA) Makhmudem Muradovem. Urodziła córkę Rumię 27 maja 2020 roku.

## Dyskografia
Albumy studyjne
- 2011 – Shining
- 2017 – Flashback

Single
- 2010 – „Prší” (Robo Opatovský gościnnie Monika Bagárová)
- 2013 – „Let Me Love U”
- 2014 – „Skus zabudnúť” (Igor Kmeťo gościnnie Monika Bagárová)
- 2015 – „Never Had”
- 2017 – „Little Piece of Heaven”
- 2018 – „Offline”
- 2019 – „Zůstaň se mnou” (gościnnie Markéta Konvičková)
- 2019 – „Viva La Vida” (Jan Bendig gościnnie Monika Bagárová)
- 2019 – „Sestra” (gościnnie Natalii)
- 2019 – „Stay” (D-Fly gościnnie Monika Bagárová)
- 2020 – „Like” (gościnnie Natalii)